# Olokun Vallis
L'Olokun Vallis è una struttura geologica della superficie di Venere.